# Tīsheh Kan
Tīsheh Kan (persiska: تیشه کن) är en ort i Iran.   Den ligger i provinsen Kermanshah, i den västra delen av landet, 400 km väster om huvudstaden Teheran. Tīsheh Kan ligger 1 301 meter över havet och antalet invånare är 246.
Terrängen runt Tīsheh Kan är kuperad söderut, men norrut är den platt. Runt Tīsheh Kan är det ganska tätbefolkat, med 185 invånare per kvadratkilometer. Närmaste större samhälle är Kermānshāh, 18,9 km nordväst om Tīsheh Kan. Trakten runt Tīsheh Kan består till största delen av jordbruksmark.